# فرانكلين ديلانو روزفلت الثالث
فرانكلين ديلانو روزفلت الثالث (بالإنجليزية: Franklin Delano Roosevelt III) (و. 1938 – م) هو عالم اقتصاد من الولايات المتحدة الأمريكية .

## التعليم
تعلم في جامعة ييل، وجامعة كولومبيا، وذا نيو سكول.